# Bhamoina
Bhamoina is een geslacht van kevers uit de familie bladkevers (Chrysomelidae).
De wetenschappelijke naam van het geslacht werd in 1958 gepubliceerd door Bechyne.

## Soorten
- Bhamoina denticornis Medvedev, 2004